# Salles (België)
Salles is een dorp in de Belgische provincie Henegouwen, en een deelgemeente van de Waalse stad Chimay. Salles was een zelfstandige gemeente, tot die bij de gemeentelijke herindeling van 1977 toegevoegd werd aan de gemeente Chimay. Het dorp is gelegen in de Ardennen.

## Demografische ontwikkeling
- Bronnen:NIS, Opm:1831 tot en met 1970=volkstellingen, 1976= inwoneraantal op 31 december

## Bezienswaardigheden

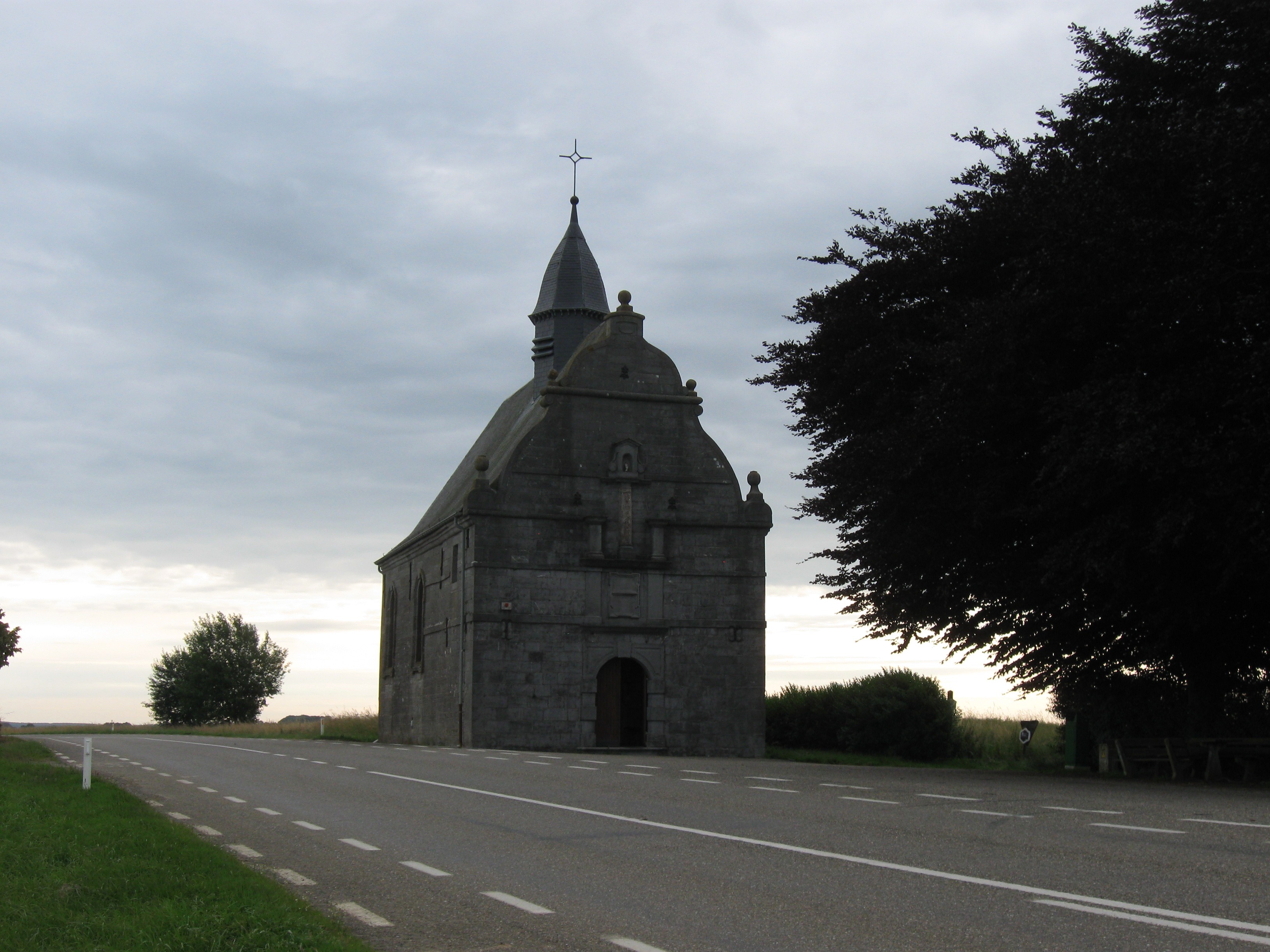
De kapel Notre-Dame del Pilar

- Kapel van Notre-Dame del Pilar